# 31 ق هـ
31 ق هـ هي السنة الحادية والثلاثون السابقة للهجرة النبوية، وهي توافق ما بين سنتي 591 و592 حسب التقويم الميلادي، أي أنها بدأت في سنة 591م وانتهت في سنة 592م.